# Orhan Karabulut
Orhan Karabulut (* 1927 in İzmit, Provinz Kocaeli; † 26. Juli 2023) war ein türkischer Admiral, der zwischen 1985 und 1986 Generalsekretär des Nationalen Sicherheitsrates (Millî Güvenlik Kurulu) sowie zuletzt von 1988 bis 1990 Oberkommandierender der Marine (Türk Deniz Kuvvetleri) war.

## Leben
Karabulut trat nach dem Schulbesuch 1948 in die Marineschule (Deniz Harp Okulu) ein und schloss diese am 1950 als Fähnrich zur See (Asteğmen) ab. Danach fand er Verwendung auf verschiedenen Schiffen als Systemoffizier und Erster Offizier. 1964 war er Absolvent der Marineakademie (Deniz Harp Akademisi) und war danach Kommandant der Korvette TCG Bodrum, der TCG Gaziantep sowie der TCG Istanbul. Nach einer Verwendung als Marineattaché an der Botschaft im Vereinigten Königreich von 1968 bis 1970 wurde er nach seiner Rückkehr Kommodore der II. Zerstörer-Flottille und danach Leiter der Abteilung für Logistische Planung im Oberkommando der Marine.
Nach seiner Beförderung zum Flottillenadmiral (Tuğamiral) 1973 wurde Karabulut Kommandant der Marineschule, danach 1974 Kommandeur der Dardanellen-Marineverbände (Çanakkale Boğaz Komutanlığı) im Marinestützpunkt in Nara in der Provinz Çanakkale, einer zum Marine-Regionalkommando Nord (Kuzey Deniz Saha Komutanlığı) gehörenden Einheit. Danach war er zwischen 1975 und 1976 Chef des Stabes des Flottenkommandos (Donanma Komutanlığı) sowie schließlich von 1976 bis 1977 Kommodore des Minengeschwaders (Mayın Filosu).
1977 wurde Karabulut zum Konteradmiral (Tümamiral) befördert und übernahm die Funktion als Leiter der Operationsabteilung im Oberkommando der Marine sowie anschließend von 1979 bis 1981 als Kommodore des Kriegsschiffgeschwaders (Harp Filosu). 1981 erfolgte seine Beförderung zum Vizeadmiral (Koramiral) und Ernennung zum Chef des Stabes des Oberkommandos der Marine, ehe er von 1983 bis 1985 als Befehlshaber des Regionalkommandos Nord der Marine mit dem Hauptquartier im Marinestützpunkt Istanbul fungierte. Er war damit Befehlshaber der Marineverbände im Bosporus, Marmarameer und im Schwarzen Meer.
Am 19. August 1985 wurde Karabulut als Nachfolger von General Halit Nusret Toroslu zum Generalsekretär des Nationalen Sicherheitsrates (Millî Güvenlik Kurulu) ernannt und kurz darauf am 30. August 1985 auch zum Admiral (Oramiral) befördert. Am 20. August 1986 wurde er Oberbefehlshaber des Flottenkommandos (Donanma Komutanlığı), während General Hüsnü Çelenkler sein Nachfolger als Generalsekretär des Nationalen Sicherheitsrates wurde.
Zuletzt wurde Admiral Karabulut am 22. August 1988 Nachfolger von Admiral Emin Göksan als Oberkommandierender der Marine (Deniz Kuvvetleri Komutanı) und blieb bis zum 20. August 1990 in diesem Amt. Er wurde daraufhin von Admiral İrfan Tınaz abgelöst und trat in den Ruhestand. 
Karabulut war verheiratet und Vater zweier Kinder. Er starb im Juli 2023 im Alter von 96 Jahren.